# Schloss Le Landeron
Das Schloss von Le Landeron (oder früher zu deutsch Landern) wurde ab 1325 im Rahmen der Stadtgründung von Le Landeron auf der rund 100 Meter breiten und 170 Meter langen Insel gleichen Namens zwischen der Grossen und der Kleinen Zihl erbaut.

## Bauwerk
Die Stadtgründer wählten einen Bauplatz innerhalb der Stadtbefestigung. Es handelt sich um einen rund dreissig Meter langen Bau, welcher die übrigen Häuser des Städtchens um eine Etage überragt. Heute bildet es mit dem äusserst schmalen Turmhaus (maison de la tour) und den Nebengebäuden der salle de la gestion einen L-förmigen Gebäudekomplex um den Schlosshof direkt neben dem nördlichen Stadttor, wo es die Verteidigungsanlagen der Stadt in der nordwestlichen Ecke verstärkt. Der defensive Charakter wird durch die Schiessscharten verstärkt. Das Gebäude wurde aus grossen Kalksteinen erbaut, was an der Nord- und Westfassade gut sichtbar ist.

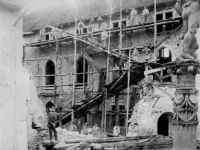
Renovation um 1890

Bei der Güteraufteilung ging das Schloss in Besitz der Bürgergemeinde St. Mauritzius über (die Bürgergemeinde trägt den Namen des Kirchenpatrons), welche 1889–1891 grosse Umbauarbeiten vornahm. Die neugotischen Fenster an der Südseite stammen aus dieser Zeit. Dabei wurde auch die Mauer, welche den Hof gegen die Strasse abschloss, durch ein schmiedeeisernes Gitter ersetzt. Der markante Eckturm wurde auf die Höhe des übrigen Gebäudes gestutzt.
Durch die Juragewässerkorrektion trockneten die Pfähle des Fundaments aus, was zu unterschiedlichen Setzungen des Gebäudes führte. Dies und das hohe Alter des Gebäudes führten zu einem erhöhten Unterhaltsbedarf, welcher die Bürgergemeinde weder aus der kulturellen Nutzung, noch aus den Gewinnen des Gemeindewaldes bestreiten konnte. Deshalb wurde es 2010 für einen symbolischen Preis an die politische Gemeinde abgetreten.

## Nutzung

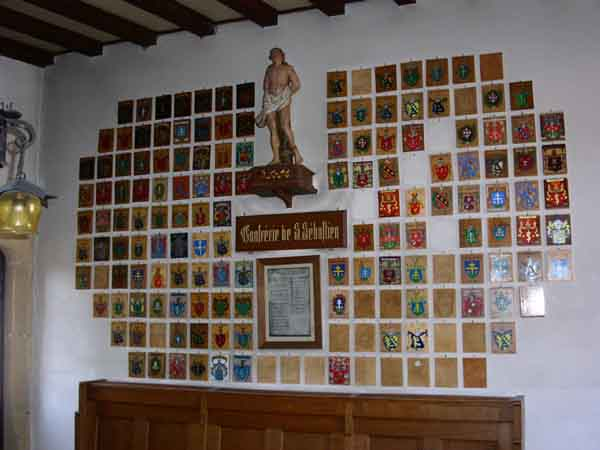
Salle de la question im Schloss. Hier hängt heute von jedem lebenden Mitglied der beiden Zünfte das Familienwappen; hier die Wappen der Mitglieder von St-Sébastien.

Der grosse Saal im Parterre und der Hof dienten als Schutzräume für die Bevölkerung während kriegerischer Gefahr oder einer Brandkatastrophe. Zu jener Zeit bestand die Stadt aus rund 60 Haushalten. Bereits 1349 hat eine erste Feuersbrunst die halbe Stadt in Schutt und Asche gelegt, und der Freibrief der Stadt wurde ein Raub der Flammen.
Im 14. und 15. Jahrhundert war eine Unterkunft für den Graf von Neuenburg vorhanden, die er während Reisen in der Region nutzte, während in den Vorratsräumen Zehnten und Einkünfte der Kastlanei gelagert wurden. Ab dem 16. Jahrhundert war auch ein Gefängnis eingebaut. Der König von Preußen, Friedrich II., überliess das Schloss 1750 der Bürgergemeinde, verbunden mit der Aufgabe, das Gefängnis und die chambre de la question zu unterhalten.
Im 20. Jahrhundert wurde der Saal im Parterre für Feste und Versammlungen genutzt, insbesondere auch durch die beiden Zünfte, während derjenige im 1. Stock als Theater und Kino hergerichtet wurde.

## Verteidigung
Neben den dicken, nur durch Schiessscharten durchbrochenen Mauern und der Einbindung in die Stadtmauern, wurde das Schoss durch ein Vorwerk und einen Zugang über drei Brücken über Kanäle oder die Kleine Zihl gesichert. Auf der Berner Seite war die Brücke über die Grosse Zihl so konstruiert, dass einerseits Heutransportschiffe die Brücke passieren konnten, gleichzeitig bei annähernder Gefahr die Möglichkeit bestand, die Brücke entfernt und die Strasse von der Abtei St. Johannsen her unterbrochen werden konnte.